# Enköpings, Södertälje, Norrtälje, Vaxholms, Öregrunds, Östhammars och Sigtuna valkrets
Enköpings, Södertälje, Norrtälje, Vaxholms, Öregrunds, Östhammars och Sigtuna valkrets var en egen valkrets med ett mandat vid riksdagsvalen till andra kammaren 1878-1884. Valkretsen avskaffades vid extravalet 1887, då Enköping överfördes till Nyköpings, Torshälla, Mariefreds, Trosa och Enköpings valkrets medan städerna i Stockholms län bildade Södertälje, Norrtälje, Östhammars, Öregrunds, Sigtuna och Vaxholms valkrets.

## Riksdagsmän
- Edvard Behmer (1879)
- Gustaf Ekdahl (1880-1887)

## Valresultat

### 1878
| Andrakammarvalet i Sverige 1878: Enköpings, Södertälje, Norrtälje, Vaxholms, Öregrunds, Östhammars och Sigtuna valkrets | Andrakammarvalet i Sverige 1878: Enköpings, Södertälje, Norrtälje, Vaxholms, Öregrunds, Östhammars och Sigtuna valkrets | Andrakammarvalet i Sverige 1878: Enköpings, Södertälje, Norrtälje, Vaxholms, Öregrunds, Östhammars och Sigtuna valkrets | Andrakammarvalet i Sverige 1878: Enköpings, Södertälje, Norrtälje, Vaxholms, Öregrunds, Östhammars och Sigtuna valkrets | Andrakammarvalet i Sverige 1878: Enköpings, Södertälje, Norrtälje, Vaxholms, Öregrunds, Östhammars och Sigtuna valkrets |
| Kandidat | Kandidat | Röster | Röster | Röster |
| Kandidat | Kandidat | Antal | % | +− % |
| --- | --- | --- | --- | --- |
| | Edvard Behmer | 124 | 64,6 | |
| | Närmaste kandidat | 18 | 9,4 | |
| | Övriga kandidater | 50 | 26,0 | — |
| Totalt | Totalt | 192 | | |

Valkretsen hade 10 225 invånare den 31 december 1877, varav 869 eller 8,5 % var valberättigade. 192 personer deltog i valet, ett valdeltagande på 22,1 %. 

### 1879
| Fyllnadsval 1879 i Enköpings, Södertälje, Norrtälje, Vaxholms, Öregrunds, Östhammars och Sigtuna valkrets | Fyllnadsval 1879 i Enköpings, Södertälje, Norrtälje, Vaxholms, Öregrunds, Östhammars och Sigtuna valkrets | Fyllnadsval 1879 i Enköpings, Södertälje, Norrtälje, Vaxholms, Öregrunds, Östhammars och Sigtuna valkrets | Fyllnadsval 1879 i Enköpings, Södertälje, Norrtälje, Vaxholms, Öregrunds, Östhammars och Sigtuna valkrets | Fyllnadsval 1879 i Enköpings, Södertälje, Norrtälje, Vaxholms, Öregrunds, Östhammars och Sigtuna valkrets |
| Kandidat                                                                                                  | Kandidat                                                                                                  | Röster | Röster | Röster |
| Kandidat                                                                                                  | Kandidat                                                                                                  | Antal | % | +− % |
| --- | --- | --- | --- | --- |
| | Gustaf Ekdahl                                                                                             | 72 | 28,8 | |
| | Närmaste kandidat                                                                                         | 42 | 16,8 | |
| | Övriga kandidater                                                                                         | 136 | 54,4 | — |
| Totalt | Totalt | 250 | | |

Valet ägde rum den 23 augusti 1879. Av 805 valberättigade deltog 250 personer i valet, ett valdeltagande på 31,1 %.

### 1881
| Andrakammarvalet i Sverige 1881: Enköpings, Södertälje, Norrtälje, Vaxholms, Öregrunds, Östhammars och Sigtuna valkrets | Andrakammarvalet i Sverige 1881: Enköpings, Södertälje, Norrtälje, Vaxholms, Öregrunds, Östhammars och Sigtuna valkrets | Andrakammarvalet i Sverige 1881: Enköpings, Södertälje, Norrtälje, Vaxholms, Öregrunds, Östhammars och Sigtuna valkrets | Andrakammarvalet i Sverige 1881: Enköpings, Södertälje, Norrtälje, Vaxholms, Öregrunds, Östhammars och Sigtuna valkrets | Andrakammarvalet i Sverige 1881: Enköpings, Södertälje, Norrtälje, Vaxholms, Öregrunds, Östhammars och Sigtuna valkrets |
| Kandidat | Kandidat | Röster | Röster | Röster |
| Kandidat | Kandidat | Antal | % | +− % |
| --- | --- | --- | --- | --- |
| | Gustaf Ekdahl | 141 | 31,9 | ▲ 3,1% |
| | Närmaste kandidat | 79 | 17,9 | |
| | Övriga kandidater | 222 | 50,2 | — |
| Antal giltiga röster | Antal giltiga röster | 442 | | |
| Kasserade röster | Kasserade röster | 1 | | |
| Totalt | Totalt | 443 | | |

Valkretsen hade 11 304 invånare den 31 december 1880, varav 875 eller 7,7 % var valberättigade. 443 personer deltog i valet, ett valdeltagande på 50,6 %. 

### 1884
| Andrakammarvalet i Sverige 1884: Enköpings, Södertälje, Norrtälje, Vaxholms, Öregrunds, Östhammars och Sigtuna valkrets | Andrakammarvalet i Sverige 1884: Enköpings, Södertälje, Norrtälje, Vaxholms, Öregrunds, Östhammars och Sigtuna valkrets | Andrakammarvalet i Sverige 1884: Enköpings, Södertälje, Norrtälje, Vaxholms, Öregrunds, Östhammars och Sigtuna valkrets | Andrakammarvalet i Sverige 1884: Enköpings, Södertälje, Norrtälje, Vaxholms, Öregrunds, Östhammars och Sigtuna valkrets | Andrakammarvalet i Sverige 1884: Enköpings, Södertälje, Norrtälje, Vaxholms, Öregrunds, Östhammars och Sigtuna valkrets |
| Kandidat | Kandidat | Röster | Röster | Röster |
| Kandidat | Kandidat | Antal | % | +− % |
| --- | --- | --- | --- | --- |
| | Gustaf Ekdahl | 126 | 54,5 | ▲ 22,6% |
| | Närmaste kandidat | 25 | 10,8 | |
| | Övriga kandidater | 80 | 34,6 | — |
| Antal giltiga röster | Antal giltiga röster | 231 | | |
| Kasserade röster | Kasserade röster | 1 | | |
| Totalt | Totalt | 232 | | |

Valkretsen hade 11 905 invånare den 31 december 1883, varav 912 eller 7,7 % var valberättigade. 232 personer deltog i valet, ett valdeltagande på 25,4 %. 